# François Schaller

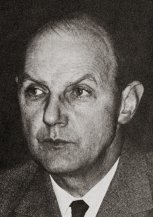
François Schaller

François Schaller (* 3. Dezember 1920 in Porrentruy; † 18. Februar 2006 in Lausanne) war ein Schweizer Wirtschaftsprofessor an den Universitäten Bern und Lausanne sowie Chef des Bankrates der Schweizerischen Nationalbank (SNB) von 1986 bis 1989.